# Laurens van Gastel
Laurens van Gastel (Eindhoven, 15 juli 1739 - Helmond, 19 november 1819) is een voormalig burgemeester van de Nederlandse stad Eindhoven. Van Gastel werd geboren als zoon van Judocus van Gastel en Anna Helena Bogaars.
Hij was burgemeester van Eindhoven in 1776 en 1777. Van beroep was hij tinnegieter. 
Hij trouwde te Asten op 28 februari 1791 met Anna Catharina Bruynen, winkelierster, dochter van Wilhelmus Bruynen en Allegonda van der Kruys, gedoopt te Asten op 1 januari 1750, overleden in Helmond op 2 november 1821. 